# Astragalus lavrenkoi
Astragalus lavrenkoi är en ärtväxtart som beskrevs av Rudolf V. Kamelin. Astragalus lavrenkoi ingår i släktet vedlar, och familjen ärtväxter. Inga underarter finns listade i Catalogue of Life.